# Wavrechain-sous-Faulx
 Wavrechain-sous-Faulx  es una población y comuna francesa, en la región de Norte-Paso de Calais, departamento de Norte, en el distrito de Valenciennes y cantón de Buchain.

## Demografía
| 406 | 393 | 393 | 357 | 375 | 368 |
| Para los censos de 1962 a 1999 la población legal corresponde a la población sin duplicidades (Fuente: INSEE [Consultar]) |     |     |     |     |     |